# Lotta Sparre

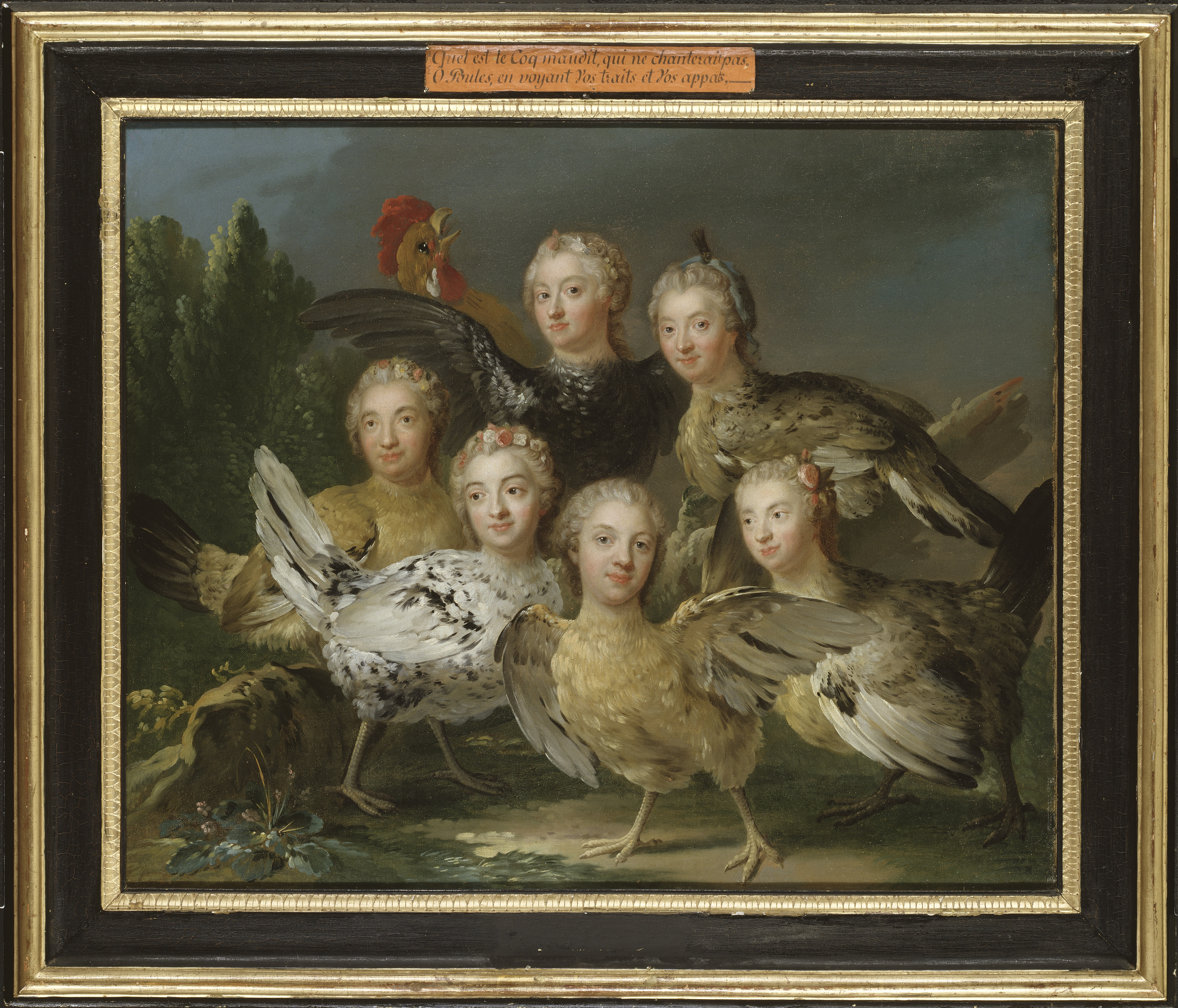
Hönstavlan av Johan Pasch och Johan Henrik Scheffel från 1747, föreställande Lovisa Ulrikas sex hovfröknar: Ernestine von Griesheim, Henrica Juliana von Liewen, Charlotta Sparre, Ulrika Strömfelt, Agneta Strömfelt och Cathérine Charlotte Taube.

Charlotta (Lotta) Fredrika Sparre, född 1719, död 1795, var en svensk grevinna och hovdam (överhovmästarinna). Gift 1748 med överhovjägmästare greve Carl Reinhold von Fersen; mor till bland andra Ulla von Höpken och Augusta Löwenhielm.

## Tidiga år
Sparre var dotter till friherre Fredrik Henrik Sparre och Virginia Christina Lilliehöök af Fårdala. Hon var hovfröken hos drottning Ulrika Eleonora 1731–1741.
Hon gjorde med sin skönhet succé vid det franska hovet i Versailles, där hon blev känd som »la charmante rose» då hon medföljde sin släkting, Carl Gustaf Tessins fru Ulla till Frankrike 1739–1742. Under sin tid i Paris fick hon dansundervisning av ballerinan Marie Sallé, och hon lärde sedan vidare vad hon fått veta till sin döttrar Augusta och Ulla, som blev kända för sina färdigheter i dans vid hovets amatörföreställningar. Sparre följde sedan även med paret Tessin till hovet i Berlin, där prins August Vilhelm av Preussen blev förälskad i henne.

## Hovfröken
Då Lovisa Ulrika gifte sig med Adolf Fredrik tillhörde Charlotta Sparre tillsammans med paret Tessin det svenska följe, som ledsagade Lovisa Ulrika till Sverige. Hon tillhörde sedan dennas hovfröknar 1744–1748. 
Charlotta Sparre tillhörde ensemblén vid det Lovisa Ulrikas amatörteatersällskap bestående av adliga amatörer som uppförde franska pjäser vid hovet, med början från september 1744 på Ulriksdals slott fram till åtminstone ankomsten av Sällskapet Du Londel 1753: hon beskrivs som denna teaters första stjärna vid sidan av sin blivande make Carl Reinhold von Fersen.   I augusti 1746 noterade Tessin att "Fröknarna Strömfelt och Sparre äro truppens aktriser, Zöge (von Manteuffel), Wrangel och Fersen dess aktörer", medan medlemmarna 1749 uppges vara bland andra "fröknarna Grisheim, de la Gardie, de båda Strömfelt och Düben, grefvarna de la Gardie, Barck och Fersen", som utökades med "Sprengtporten, Bielke, Karl Posse och Henrik Falkenberg" under de följande åren.

## Senare hovkarriär
Charlotta Sparre efterträdde våren 1767 Ernestine Palmfelt som tjänstgörande överhovmästarinna hos kronprinsessan Sofia Magdalena, formellt med titeln hovmästarinna: jämsides med henne var Anna Maria Hjärne överhovmästarinna i egenskap av riksrådinna, men Hjärne ansågs inte lämplig och tjänstgjorde i själva verket endast vid ceremoniella tillfällen, medan Sparre i verkligheten skötte tjänsten, liksom även Palmfelt hade gjort: hon efterträdde formellt Hjärne som överhovmästarinna 1780. Som överhovmästarinna var hon vittne till äktenskapsproblemen mellan Gustav III och Sofia Magdalena, och medverkade till de första försöken att få till ett närmande mellan dem. Hon agerade rådgivare under parets försök att närma sig varandra på Ekolsund somrarna 1767–1768, då hon förebrådde Gustav för att han favoriserade sin mor framför sin maka och varnade honom för att han inte förtjänade Sofia Magdalenas tillgivenhet. Detta utlöstes av incitenden då Lovisa Ulrika vid sin födelsedag 1767 hade tvingat Gustav att befalla Sparre att be Sofia Magdalena avböja en falsk inbjudan med förebärande av sjukdom. Sparre förebrådde också Gustav för hans förbindelse med Charlotte Du Rietz 1768. Under Ekolundsvistelsen troddes det ett tag både 1767 och 1768 att Sofia Magdalena var gravid, men trots att paret hade försökt vara sexuellt intima gick det i slutändan aldrig så långt som till samlag.

## Senare liv
Vid Gustav IV Adolfs dop 1778 fick Charlotta Sparre "riksrådinnevärdighet": som riksrådinna hade hon en ställning i hovceremonierna, som då hon 1782 var en av sex riksrådinnor som inbjöds att närvara vid drottningens förlossning. Hon blev 1780 överhovmästarinna även formellt, men på grund av sin dåliga hälsa och "korpulens" blev hon ofta sängliggande i dagar i sträck, tjänstgjorde sällan utan stannade allt mer ofta på sina rum. År 1789 lämnade hon informellt hovet. Då hon avskedades år 1795 lämnade också hennes döttrar hovet av solidaritet. Hon efterträddes 1795 som överhovmästarinna av hovmästarinnan Hedvig Catharina Piper, som då redan i flera år hade brukat tjänstgöra som hennes ersättare, liksom hon själv tidigare tjänstgjorde för Hjärne. Hon beskrevs av Hedvig Elisabet Charlotta av Holstein-Gottorp som en behaglig och excentrisk karaktär med "gnistrande ögon" som aldrig ägnade sig åt intriger, och som lättjefull i motsats till makens lättsinnighet.

## Barn
- Ulrika (Ulla) Eleonora (1749–1810), gift 1770 med Nils von Höpken, 1797 med Georg Jonas von Wright
- Sofia Charlotta (1751–1774), gift 1773 med Adolf Fredrik Lewenhaupt
- Christina Augusta (1754–1846), gift 1770 med Fredrik Adolf Löwenhielm
- Charlotta Fredrika (1756–1810), gift 1771 med Adolf Ludvig Hamilton, 1779 med Emanuel De Geer
- Eva Helena (1759–1807), gift 1774 med Erik Göran Adelswärd

## Porträtt

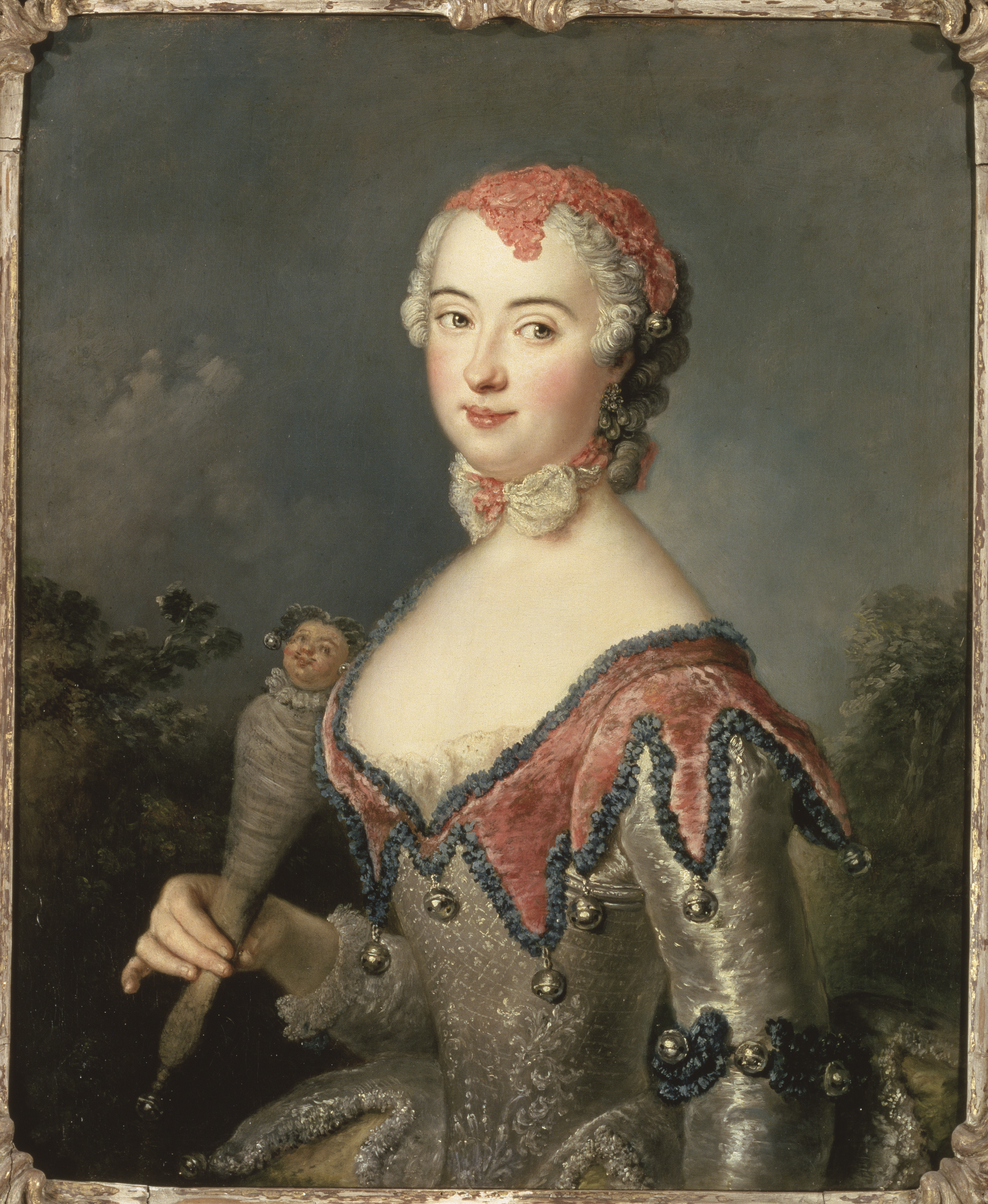
Avporträtterad av Antoine Pesne
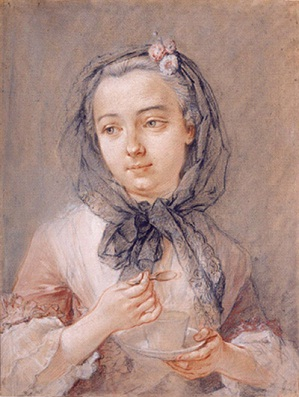
Charlotta Sparre